# Голубая мафия
Голубая мафия, также гей-мафия (англ. Gay Mafia, Velvet Mafia — дословно «бархатная мафия») — термины, используемые, с одной стороны, для обозначения гипотетической тайной группы влиятельной гомосексуальной элиты, контролирующей индустрию моды и развлечений. С другой стороны, эти понятия часто употребляются по отношению к разнородным группам представителей ЛГБТ-сообщества и их защитников, ставящим своей целью изменение отношения общества к ЛГБТ и отмену дискриминационных законов, касающихся ЛГБТ. Термины не употребляются никем для самообозначения, однако имеют уничижительный оттенок и используются, в основном, людьми с антигомосексуальными взглядами.

## История
С XIX века научное изучение гомосексуальности сводилось, прежде всего, к попыткам поиска причин её возникновения. В это же время, представления о гомосексуалах как о людях, имеющих особую эстетическую и культурную чувствительность, прочно вошли в ранние научные работы по сексологии и психиатрии.
В 1990-е годы термин «бархатная мафия» уступил место термину «гей-мафия». И хотя ни один из них сегодня не используется в серьёзной науке, они продолжают употребляться в популярной риторике. В самом ЛГБТ-сообществе над термином нередко издеваются, используя его в качестве популярного объекта для шуток.
В английском языке этот термин попал в широкий обиход в 1980-е и 1990-е, в русском языке употребителен и сейчас. Термин «голубая мафия» часто описывается как теория заговора, подобная той, которая существует в отношении евреев — теории «масонского заговора».